# Zygothrica prosopeiona
Zygothrica prosopeiona är en tvåvingeart som beskrevs av David Grimaldi 1990. Zygothrica prosopeiona ingår i släktet Zygothrica och familjen daggflugor. Inga underarter finns listade i Catalogue of Life.